# ریشارد باریچ
ریشارد باریچ (لهستانی: Ryszard Barycz؛ ‏ ۱۷ مارس ۱۹۲۴–۲۸ ژوئیه ۲۰۱۰) بازیگر اهل لهستان بود. وی بابت مشارکت‌های فرهنگی-هنری‌اش برندهٔ نشان افتخار تولد لهستان شد.
از فیلم‌ها یا مجموعه‌های تلویزیونی که وی در آن‌ها نقش داشته‌است، می‌توان به شیطان در کلاس هفتم، سرنوشت‌های لهستانی، یانوشیک، خودِ زندگی، خانه کشیش، تیم، جوانی شوپن، نخستین روز آزادی، خاکستر و عنصر نامطلوب اشاره نمود.